# Doświadczenie Borna i Bormann
Doświadczenie Borna i Bormann – doświadczenie mające na celu wyznaczenie średniej drogi swobodnej. Wykonane zostało po raz pierwszy przez Maxa Borna i jego asystentkę Elisabeth Bormann w 1920 r. w laboratorium nowo powstałego Uniwersytetu we Frankfurcie nad Menem.

## Aparatura pomiarowa

Schemat aparatury pomiarowej

W kloszu, w którym utrzymywana jest wysoka próżnia, umieszczona jest niewielka srebrna kulka rozgrzana do wysokiej temperatury. Wysoka temperatura powoduje, że atomy srebra wyparowują z powierzchni kulki i poruszają się radialnie we wszystkich kierunkach. Przesłona, za którą umieszczony jest ekran, umożliwia przejście ograniczonej wiązki atomów srebra w kierunku ekranu. Na ekranie srebro kondensuje, tworząc cienką srebrną powłokę.

## Zasada pomiaru
W idealnej próżni wszystkie atomy, które przechodzą przez przesłonę, docierają do ekranu. Obecność cząsteczek gazu powoduje, że niektóre atomy srebra rozpraszają się na nich, zmieniają kierunek i nie docierają do ekranu. Grubość warstwy srebra na ekranie pozwala wnioskować o obecności atomów gazu i umożliwia obliczenie średniej drogi swobodnej atomów srebra.
Względny ubytek atomów srebra z wiązki po przebyciu warstwy o grubości {\displaystyle dx} można wyrazić wzorem
{\displaystyle {\frac {dN}{N}}=-{\frac {dx}{\overline {\lambda }}},}
gdzie {\displaystyle {\overline {\lambda }}} jest szukaną średnią drogą swobodną. Całkując obie strony równania
{\displaystyle \int \limits _{N_{0}}^{N}{\frac {dN}{N}}={\frac {1}{\overline {\lambda }}}\int \limits _{0}^{s}{dx},}
otrzymujemy
{\displaystyle N=N_{0}e^{-{\frac {s}{\overline {\lambda }}}},}
gdzie:
{\displaystyle s} – odległość od przesłony do ekranu,
{\displaystyle N} – liczba atomów srebra docierających do ekranu,
{\displaystyle N_{0}} – liczba atomów srebra przechodzących przez przesłonę.
Wykonuje się dwa niezależne pomiary dla dwóch różnych odległości {\displaystyle s_{1}} i {\displaystyle s_{2}} i używając do każdego pomiaru nowego ekranu. Wówczas liczba atomów srebra osadzającego się na ekranie będzie wyrażona podobnymi wzorami
{\displaystyle N_{1}=N_{0}e^{-{\frac {s_{1}}{\overline {\lambda }}}},\qquad N_{2}=N_{0}e^{-{\frac {s_{2}}{\overline {\lambda }}}}.}
Dzieląc te równania stronami i logarytmując, można wyznaczyć średnią drogę swobodną
{\displaystyle {\overline {\lambda }}={\frac {s_{2}-s_{1}}{\ln {\frac {N_{1}}{N_{2}}}}}.}
Stosunek {\displaystyle N_{1}/N_{2}} równy jest stosunkowi grubości warstw srebra na obu ekranach, jeżeli oba pomiary przeprowadzone były w tym samym czasie. Grubości te można mierzyć metodami mikrometrycznymi.